# Monte-Carlo Rolex Masters 2025
Monte-Carlo Rolex Masters 2025 byl mužský tenisový turnaj na profesionálním okruhu ATP Tour, hraný v Monte Carlo Country Clubu. Stý osmnáctý ročník Monte-Carlo Masters probíhal mezi 6. a 13. dubnem 2025 ve francouzském příhraničním městě Roquebrune-Cap-Martin u Monte Carla na antukových dvorcích.
Turnaj dotovaný 6 832 435 eury patřil do kategorie ATP Tour Masters 1000. Pošestnácté se generálním sponzorem stala švýcarská hodinářská společnost Rolex. V rámci kategorie Masters 1000 se nejednalo o událost s povinným startem hráčů. Zvláštní pravidla tak upravila přidělení bodů a počet startujících. Do soutěže dvouhry a čtyřhry nastoupil počet tenistů obvyklý pro nižší kategorii ATP Tour 500, zatímco body byly přiděleny podle kategorie Masters 1000.
Nejvýše nasazeným singlistou se stal druhý tenista světa Alexander Zverev z Německa, kterého po volném losu vyřadil ve druhém kole Matteo Berrettini. Jako poslední přímý účastník do dvouhry nastoupil 50. hráč žebříčku Roberto Bautista Agut ze Španělska. V důsledku invaze Ruska na Ukrajinu na konci února 2022 řídící organizace tenisu ATP, WTA a ITF s grandslamy rozhodly, že ruští a běloruští tenisté mohli dále na okruzích startovat, ale do odvolání nikoli pod vlajkami Ruska a Běloruska.
Osmnáctý singlový titul na okruhu ATP Tour vybojoval 21letý Španěl Carlos Alcaraz, jenž vyhrál první kariérní zápasy v Monte-Carlu. Šestý Masters získal  před dovršením 22 let, což se před ním podařilo jen jeho krajanu Nadalovi. Čtyřhru ovládli Monačan Romain Arneodo s Francouzem Manuelem Guinardem, kteří startovali na divokou kartu. Účast na druhém společně odehraném turnaji proměnili v trofej. Arneodo se stal vůbec prvním monackým šampionem v historii turnaje.

## Rozdělení bodů a finančních odměn

### Rozdělení bodů
| Soutěž  | Soutěž | vítězové | finalisté | semifinalisté | čtvrtfinalisté | 16 v kole | 32 v kole | 56 v kole | Q  | Q2 | Q1 |
| ------- | ------ | -------- | --------- | ------------- | -------------- | --------- | --------- | --------- | -- | -- | -- |
| dvouhra | [ 4 ]  | 1000     | 650       | 400           | 200            | 100       | 50        | 10        | 30 | 16 | 0  |
| čtyřhra | [ 8 ]  | 1000     | 600       | 360           | 180            | 90        | 0         | —         | —  | —  | —  |

Vysvětlivky
1. ↑  Nasazení s volným losem do druhého kola v případě prohry obdrželi body za první kolo.[1]
2. ↑  Startující na divokou kartu v případě prohry neobrželi žádné body.[1]
3. ↑  Nasazené páry s volným losem do druhého kola v případě prohry neobdržely žádné body.[1]

### Finanční odměny
| Soutěž                                | Soutěž      | vítězové  | finalisté | semifinalisté | čtvrtfinalisté | 16 v kole | 32 v kole | 56 v kole | Q2       | Q1      |
| ------------------------------------- | ----------- | --------- | --------- | ------------- | -------------- | --------- | --------- | --------- | -------- | ------- |
| dvouhra                               | [ 4 ] [ 9 ] | 946 610 € | 516 925 € | 282 650 €     | 154 170 €      | 82 465 €  | 44 220 €  | 24 500 €  | 12 550 € | 6 570 € |
| čtyřhra                               | [ 8 ]       | 290 410 € | 157 760 € | 86 660 €      | 47 810 €       | 26 275 €  | 14 350 €  | —         | —        | —       |
| částky ve čtyřhře jsou uvedeny na pár |             |           |           |               |                |           |           |           |          |         |

## Dvouhra

### Nasazení
| Stát                           | Hráč                  | ATP | Nasazení |
| ------------------------------ | --------------------- | --- | -------- |
| Německo                        | Alexander Zverev      | 2.  | 1.       |
| Španělsko                      | Carlos Alcaraz        | 3.  | 2.       |
| Srbsko                         | Novak Djoković        | 5.  | 3.       |
| Norsko                         | Casper Ruud           | 6.  | 4.       |
| Spojené království             | Jack Draper           | 7.  | 5.       |
| Řecko                          | Stefanos Tsitsipas    | 8.  | 6.       |
|                                | Andrej Rubljov        | 9.  | 7.       |
| Austrálie                      | Alex de Minaur        | 10. | 8.       |
|                                | Daniil Medveděv       | 11. | 9.       |
| Dánsko                         | Holger Rune           | 12. | 10.      |
| USA                            | Ben Shelton           | 14. | 11.      |
| Francie                        | Arthur Fils           | 15. | 12.      |
| Itálie                         | Lorenzo Musetti       | 16. | 13.      |
| USA                            | Frances Tiafoe        | 17. | 14.      |
| Bulharsko                      | Grigor Dimitrov       | 18. | 15.      |
| Kanada                         | Félix Auger-Aliassime | 19. | 16.      |
| Žebříček ATP k 31. březnu 2025 |                       |     |          |

### Jiné formy účasti
Následující hráči obdrželi divokou kartu do hlavní soutěže:
- Fabio Fognini
- Richard Gasquet
- Valentin Vacherot
- Stan Wawrinka

Následující hráči postoupili z kvalifikace:
- Daniel Altmaier
- Pu Jün-čchao-kche-tche
- Dušan Lajović
- Fábián Marozsán
- Corentin Moutet
- Mariano Navone
- Camilo Ugo Carabelli

### Odhlášení
- Taylor Fritz → nahradil jej  Roberto Bautista Agut
- Hubert Hurkacz → nahradil jej  Miomir Kecmanović

## Čtyřhra

### Nasazení
| Salvador                                                                                | Marcelo Arévalo   | Chorvatsko         | Mate Pavić       | 2.  | 1. |
| Finsko                                                                                  | Harri Heliövaara  | Spojené království | Henry Patten     | 7.  | 2. |
| Itálie                                                                                  | Simone Bolelli    | Itálie             | Andrea Vavassori | 13. | 3. |
| Německo                                                                                 | Kevin Krawietz    | Německo            | Tim Pütz         | 17. | 4. |
| Španělsko                                                                               | Marcel Granollers | Argentina          | Horacio Zeballos | 21. | 5. |
| Chorvatsko                                                                              | Nikola Mektić     | Nový Zéland        | Michael Venus    | 27. | 6. |
| Spojené království                                                                      | Julian Cash       | Spojené království | Lloyd Glasspool  | 31. | 7. |
| Argentina                                                                               | Máximo González   | Argentina          | Andrés Molteni   | 37. | 8. |
| Žebříček ATP k 31. březnu 2025; číslo je součtem žebříčkového postavení obou členů páru |                   |                    |                  |     |    |

### Jiné formy účasti
Následující páry obdržely divokou kartu:
- Romain Arneodo /  Manuel Guinard
- Arthur Rinderknech /  Valentin Vacherot
- Petros Tsitsipas /  Stefanos Tsitsipas

Následující pár nastoupil z pozice náhradníka:
- Rafael Matos /  Joran Vliegen

### Odhlášení
- Grigor Dimitrov /  Hubert Hurkacz → nahradili je  Christian Harrison /  Evan King
- Ugo Humbert /  Lorenzo Musetti → nahradili je  Rafael Matos /  Joran Vliegen

## Přehled finále

### Dvouhra
- Carlos Alcaraz vs.   Lorenzo Musetti, 3–6, 6–1, 6–0

### Čtyřhra
- Romain Arneodo /  Manuel Guinard vs.  Julian Cash /  Lloyd Glasspool, 1–6, 7–6(10–8), [10–8]